# Ravi Coltrane
Ravi Coltrane (Long Island, 6 agosto 1965) è un sassofonista statunitense.

## Biografia
Nato a Long Island (New York), è figlio di John Coltrane e della pianista Alice Coltrane. Inoltre è cugino del musicista Flying Lotus. Cresciuto in California, gli è stato dato il nome Ravi in omaggio a Ravi Shankar.
Ravi aveva appena due anni quando suo padre John morì. Nel 1986 ha iniziato a lavorare con Steve Coleman e negli anni seguenti ha collaborato con Geri Allen, Kenny Barron, McCoy Tyner, Pharoah Sanders, Herbie Hancock, Carlos Santana, Stanley Clarke, Branford Marsalis e altri.
Nel 1997 è entrato in studio di registrazione per realizzare il suo primo album. Cofondatore della RKM Music, ha prodotto lavori per Luis Perdomo, David Gilmore e Ralph Alessi, musicisti che lo hanno accompagnato anche nelle sue sessioni in studio.
Nel gennaio 2005 si è esibito in India per la prima volta e ha avuto modo di visitare ed esibirsi al Ravi Shankar Centre, dove ha incontrato il grande artista indiano a cui deve il suo nome.
Si è esibito nel corso degli anni 2000 in diversi festival come il Newport Jazz Festival (2004), il Monterey Jazz Festival ed altri.
Nel 2008 è diventato membro del The Blue Note 7, un sestetto costituitosi in onore del settantesimo anniversario della Blue Note Records. Il gruppo ha pubblicato un album l'anno seguente intitolato Mosaic.

## Discografia

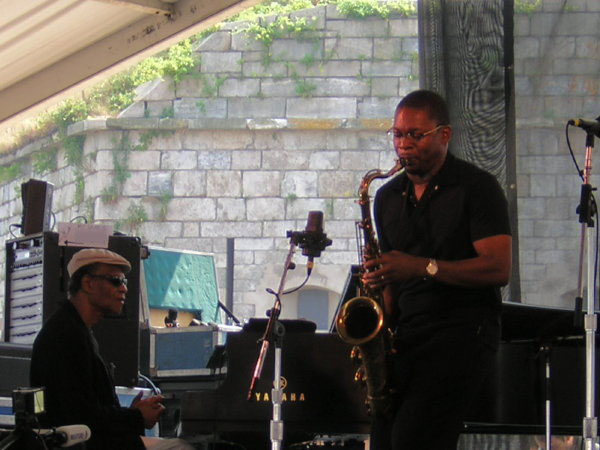
Ravi Coltrane (a destra) con McCoy Tyner nel 2005

- 1998 - Moving Pictures
- 2000 - From the Round Box
- 2002 - Mad 6
- 2005 - In Flux
- 2009 - Blending Times
- 2012 - Spirit Fiction
- 2016 - In Movement
- 2019 - Imaginary Friends